# Gregorio III de Cilicia
Gregorio III de Cilicia, también conocido como Grigor III Pahlavuni (en armenio: Գրիգոր Գ. Պահլավունի; y Catholicos Grigor III Pahlavuni,  (1093-1166) fue el Catholicos de la Iglesia Apostólica Armenia desde 1113 hasta 1166. Es conocido por sus sharakans, que son colecciones de himnos, y por las varias laicas que escribió durante su vida. Los sharakans escritos por Pahlavuni suelen tener fuertes influencias doctrinales y varios están relacionados con la Fiesta de la Anunciación o el Domingo de Ramos. Dos de sus sharakans más conocidos son Khorhurdn anchar ("Misterio inefable") y Metsahrash ("Maravilloso"). Pahlavuni se ganó el apodo de "el joven amante de los mártires" por su afición a Traducir Martirologio del Griego y del latín al Armenio (llamado el "más joven" para distinguirlo de su tío abuelo Catholicos Gregorio II el Martirófilo). Durante su época como catholicos, Gregorio III y el papa Inocencio II mantuvieron ocasionalmente cierta correspondencia entre sí. Sólo una de las cartas mencionadas ha sobrevivido como traducción armenia de una carta del papa Inocencio II al catholicos.
Gregorio III ocupó el cargo de catholicos durante algo más de cincuenta años, y su hermano menor Nerses le ayudó mucho durante este tiempo. Pahlavuni fue capaz de mantener la paz dentro del Reino de Cilicia y el catolicós durante una época de inestabilidad debido a las incursiones de invasores extranjeros.  Debido a estas invasiones extranjeras, Gregorio III optó por buscar refugio y trasladó el catolicosado dos veces: una vez en 1116 desde Karmir Vank en la Kesun a su nueva ubicación en Tsovak, y otra vez en 1149 a Hromgla. Nerses fue elegido co-catolicós en 1165.  Después de que Gregorio III se retirara de su cargo en 1166, Nerses, que más tarde sería conocido como Nerses IV el Agraciado o San Nerses el Agraciado, fue elegido por unanimidad para sucederle.